# Сами (шимпанза)
Сами (1979 — 11. септембар 1992) био је мужјак шимпанзе који је боравио у Београдском зоолошком врту од јануара 1988. до септембра 1992. године. Сами је успио побјећи из заточеништва два пута у року од неколико дана у фебруару 1988; оба пута је поново ухваћен.
Током свог првог покушаја бјекства, Сами се упутио ка биоскопу Балкан у центру Београда, а затим у парк Калемегдан. Прије него што је стигао до Калемегдана, Сами је сатјеран у ћошак на Студентском тргу. На крају га је директор зоолошког врта Вук Бојовић одобровољио, Сами је Вука примио за руку и Вук га је својим аутомобилом одвезао натраг у зоолошки врт. Самијев други покушај бијега, који се догодио два дана касније, био је предмет интензивне медијске пратње. Преко 4.000 Београђана окупило се испред дворишта у које је Сами сатјеран и подигли плакате молећи Самија да се не преда. Сами је на крају упуцан стрелицом за успављивање и враћен је назад у зоолошки врт.
Јавност коју су покренула два Самијева покушаја бјекства подстакла је позиве на побољшање инфраструктуре Београдског зоолошко врта, што је довело до изградње нове капије и неколико нових ограђених простора. Сами је преминуо природном смрћу 1992. године и сахрањен је на травњаку поред улаза у зоолошки врт. Четири године касније, у зоолошком врту је откривена бронзана статуа шимпанзе Сами.